# Трижды Герои Советского Союза
В настоящем списке представлены трижды Герои Советского Союза. Список содержит даты Указов Президиума Верховного Совета СССР о присвоении звания, информацию о должности и воинском звании Героев на дату представления к присвоению звания Героя Советского Союза, местах рождения и смерти, годах жизни.
| № п/п | Фото | Фамилия Имя Отчество         | Дата Указа                       | Должность | Звание                                             | Годы жизни, место рождения и смерти                                                                                   | БС ГС             |
| ----- | ---- | ---------------------------- | -------------------------------- | --- | -------------------------------------------------- | --- | ----------------- |
| 1     |      | Будённый Семён Михайлович    | 01.02.1958 24.04.1963 22.02.1968 | советский военачальник, герой Гражданской войны, командующий 1-й Конной армией, один из первых Маршалов Советского Союза, с 1954 года в распоряжении министра обороны СССР | Маршал Советского Союза                            | 13 (25) апреля 1883, хутор Козюрин, Область Войска Донского, Российская империя — 26.10.1973, Москва, РСФСР, СССР     | [ БС 1 ] [ ГС 1 ] |
| 2     |      | Кожедуб Иван Никитович       | 04.02.1944 19.08.1944 18.08.1945 | командир эскадрильи 240-го истребительного авиационного полка 302-й истребительной авиационной дивизии 5-й воздушной армии Степного фронта заместитель командира 176-го гвардейского истребительного авиационного полка 302-й истребительной авиационной дивизии 16-й воздушной армии 1-го Белорусского фронта служба в ВВС СССР | старший лейтенант гвардии капитан гвардии майор    | 08.06.1920, село Ображиевка, Глуховский уезд, Черниговская губерния, Украинская ССР — 08.08.1991, Москва, РСФСР, СССР | [ БС 2 ] [ ГС 2 ] |
| 3     |      | Покрышкин Александр Иванович | 24.05.1943 24.08.1943 19.08.1944 | командир эскадрильи 16-го гвардейского истребительного авиационного полка 216-й смешанной авиационной дивизии 4-й воздушной армии Северо-Кавказского фронта командир 16-го гвардейского истребительного авиационного полка 9-й гвардейской истребительной авиационной дивизии 4-й воздушной армии Северо-Кавказского фронта командир 9-й гвардейской истребительной авиационной дивизии 7-го истребительного авиационного корпуса 8-й воздушной армии 1-го Украинского фронта | гвардии капитан гвардии майор гвардии подполковник | 6 (19) марта 1913, Новониколаевск, Томская губерния, Российская империя — 13.11.1985, Москва, РСФСР, СССР             | [ БС 3 ] [ ГС 3 ] |